# Казе Стеван (Виченца)
Казе Стеван је насеље у Италији у округу Виченца, региону Венето.
Према процени из 2011. у насељу је живело 87 становника. Насеље се налази на надморској висини од 110 м.